# Râul Țarinii
Râul Țarinii este un curs de apă, afluent al râului Crișul Poienii. Râul se scurge la suprafața solului până la Peștera Câmpenească, unde intră în subteran. În peșteră există un aven, cea mai mare cascadă subterană din România, având o cădere de cca. 40 m. Apa iese din nou la suprafață în orașul Vașcău, unde este numită Pârâul Boiu. 

## Hărți
- Harta munții Bihor-Vlădeasa  Arhivat în 9 iunie 2008, la Wayback Machine.
- Harta munții Apuseni